# Sotiello
Sotiello (Sotieḷḷo en asturiano y oficialmente) es una parroquia del concejo de Lena en el Principado de Asturias. Situada en el valle del Huerna, se accede por la carretera local de 2.º orden LN-8 desde Campomanes, camino del Puerto de la Cubilla. 
En 1998 recibió, junto con el resto de parroquias del valle del Huerna, el Premio al Pueblo Ejemplar de Asturias.
Conserva buenos ejemplos de arquitectura tradicional, una iglesia dedicada a San Antolín, una capilla (en ruinas) y varios palacios y casonas.
La iglesia de San Antolín de Sotiello formaba parte de un antiguo monasterio fundado en la primera mitad del siglo XI. Consta de una sola nave rematada en una capilla cuadrada y debe mencionarse la portada románica con dos arquivoltas, la primera sin ornamentación y la segunda con doble baquetón, decorado con medias bolas y una composición de zigzag; los capiteles de la misma se decoran predominantemente con motivos vegetales. 
La puerta del perdón, era la puerta suroeste del pórtico lateral. Solo conserva las marcaciones en piedra, tras quedar ésta tapiada. Se cuenta que hasta comienzos del siglo XX la puerta ofrecía unos privilegios muy concretos: al ser atravesada, algunos malhechores arrepentidos tenían la oportunidad de regenerarse u cambiar de vida, una vez acogidos por la iglesia mediante el rito correspondiente y la conducta marcada por la comunidad parroquial.